# Ett, två, tre
Ett, två, tre (engelska: One, Two, Three) är en amerikansk komedifilm från 1961 i regi av Billy Wilder.
Handlingen utspelas huvudsakligen i Berlin kort före Berlinmurens byggande. Scenen som utspelas vid Brandenburger Tor är inspelad inomhus. Handlingen baserar sig på en teaterpjäs, enaktaren Egy, kettő, három av Ferenc Molnár.
På grund av Berlinmurens tillkomst blev filmens premiär ingen succé. Först 20 år senare hade den större framgångar.

## Handling
C.R. "Mac" MacNamara (James Cagney) är ledare för en Coca-Cola-filial i Västberlin. Han får i uppdrag att hålla ögonen på chefens minderåriga dotter, Scarlett Hazeltine (Pamela Tiffin), som har alltför många pojkvänner i Amerika. Redan efter några dagar är hon försvunnen. När MacNamara hittar henne har hon gift sig i hemlighet med den östtyske kommunisten Otto Piffl (Horst Buchholz). För att rädda situationen påstår MacNamara att den unge mannen är en amerikansk spion och denne hamnar i fängelse. Snart visar det sig att chefens dotter blivit gravid. Nu gäller det att frita Otto så att han kan flytta till Västberlin. Innan chefen kommer på besök måste MacNamara omvandla Otto från kommunist till kapitalist.

## Rollista i urval
- James Cagney – C.R. "Mac" MacNamara
- Horst Buchholz – Otto Ludwig Piffl
- Pamela Tiffin – Scarlett Hazeltine
- Arlene Francis – Phyllis MacNamara
- Liselotte Pulver – Fräulein Ingeborg, Macs sekreterare)
- Hanns Lothar – Schlemmer, Macs assistent och medhjälpare)
- Howard St. John – Wendell P. Hazeltine
- Leon Askin – Peripetchikoff
- Ralf Wolter – Borodenko
- Peter Capell – Mishkin
- Karl Lieffen – Fritz
- Hubert von Meyerinck – greve Waldemar von Droste-Schattenburg
- Sig Ruman – greve von Droste-Schattenburgs engelska röst
- Loïs Bolton – Melanie Hazeltine
- Til Kiwe – reporter
- Henning Schlüter – roktor Bauer
- Karl Ludwig Lindt – Zeidlitz
- Friedrich Hollaender – dirigent för hotellorkestern